# Municipio de Walnut Corner
El municipio de Walnut Corner (en inglés: Walnut Corner Township) es un municipio ubicado en el condado de Greene en el estado estadounidense de Arkansas. En el año 2010 tenía una población de 113 habitantes y una densidad poblacional de 4,21 personas por km².

## Geografía
El municipio de Walnut Corner se encuentra ubicado en las coordenadas 36°2′23″N 90°47′24″O / 36.03972, -90.79000. Según la Oficina del Censo de los Estados Unidos, el municipio tiene una superficie total de 26.84 km², de la cual 26,84 km² corresponden a tierra firme y (0 %) 0 km² es agua.

## Demografía
Según el censo de 2010, había 113 personas residiendo en el municipio de Walnut Corner. La densidad de población era de 4,21 hab./km². De los 113 habitantes, el municipio de Walnut Corner estaba compuesto por el 97,35 % blancos, el 0,88 % eran amerindios y el 1,77 % eran de una mezcla de razas. Del total de la población el 0 % eran hispanos o latinos de cualquier raza.